# Estádio Municipal Glicério Marques
O atual Complexo Esportivo Glicério de Souza Marques, também conhecido como "Glicerão", “Gigante da Favela” e “Vovô da Cidade”, é um estádio de futebol da cidade de Macapá, estado do Amapá, pertence à Prefeitura Municipal. 
Chamado inicialmente de Estádio Municipal de Macapá, o estádio teve uma alteração no nome para homenagear o primeiro presidente da Federação de Desportos do Amapá, Glicério de Souza Marques.
O local possui capacidade para 5.630 torcedores.

## História
Mais antigo que o Maracanã, foi inaugurado em 15 de janeiro de 1950  pelo então governador Janary Gentil Nunes com o jogo entres as seleções estaduais do Amapá e do Pará. Já recebeu jogos da Copa da Amazônia, Copa do Brasil de Futebol e Campeonato Brasileiro de Futebol - Série D.
Em 1975, após uma grande reforma, ganhou iluminação, depois de 25 anos somente com jogos no período diurno.
Em 2014, após a final do final do segundo turno do Campeonato Amapaense, entre Santos-AP e São Paulo-AP, o estádio foi interditado. No aniversário de 70 anos, foi anunciado verbas para a remodelação e reforma do estádio, com a assinatura do termo de compromisso na presença do senador Davi Alcolumbre, presidente do senado, garantindo a viabilização de R$ 12 milhões para as obras, onde após quase uma década de reforma, o estádio é liberado para jogos oficiais. 